# Serenity (band)

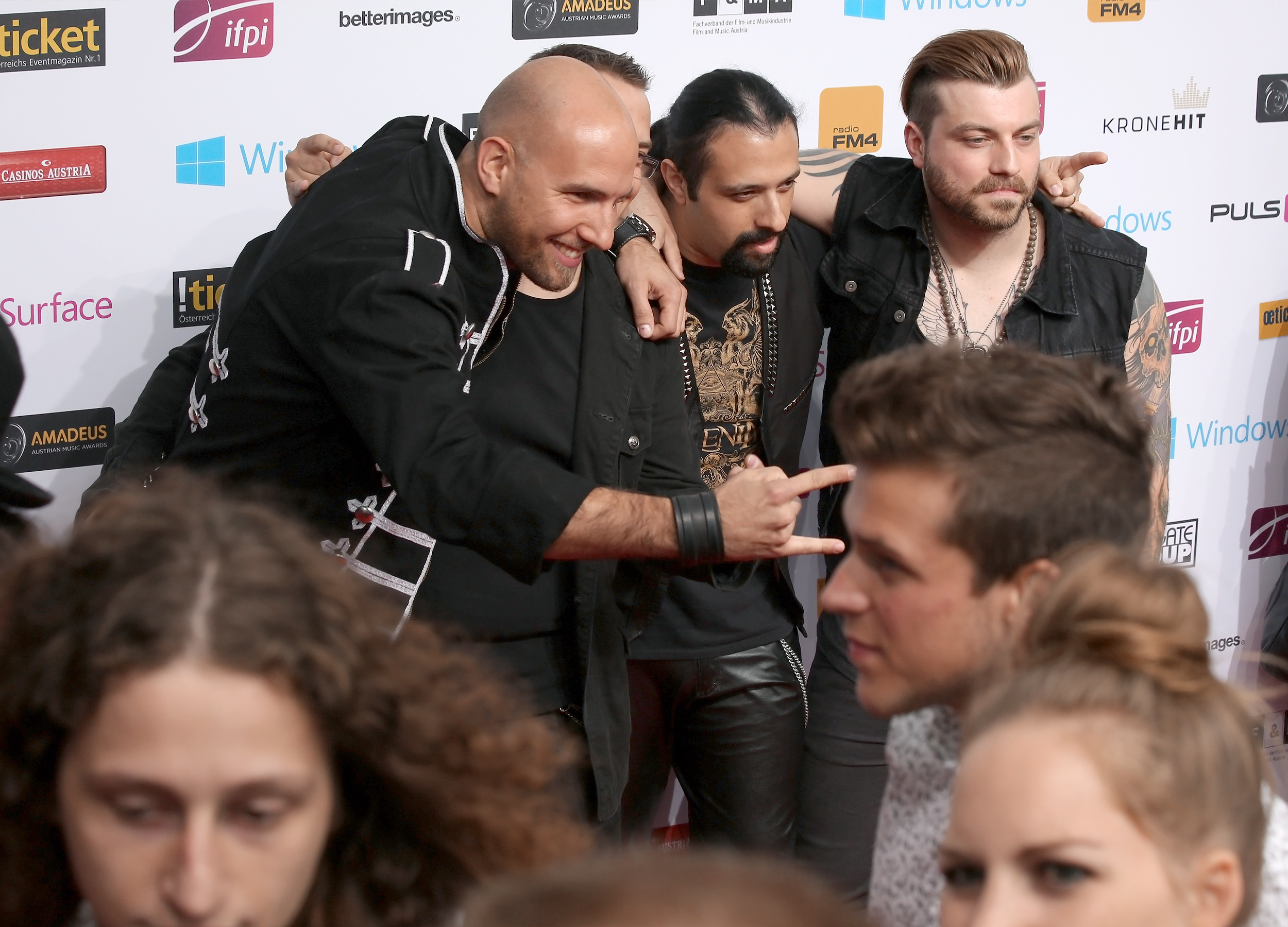
Serenity in 2014

Serenity is een Oostenrijkse progressieve powermetalband die is opgericht in 2001.

## Bezetting

### Huidige bandleden
- Georg Neuhauser - zanger
- Christian Hermsdörfer - gitarist
- Fabio D'Amore - bassist
- Andreas Schipflinger - drummer
- Macro Pastorino - gitarist & backing vocals (toegtreden 2023)

### Voormalige bandleden
- Simon Holzknecht - bassist
- Matthias Anker - gitarist
- Stefan Schipflinger - gitarist
- Stefan Wanker - bassist
- Mario Hirzinger - toetsenist
- Clémentine Delauney - zangeres
- Thomas Buchberger - gitarist

## Biografie
Serenity werd in 2001 gevormd in Wörgl, Oostenrijk. Hun eerste demo Starseed V.R., uitgebracht in 2002, oogstte onmiddellijk positieve kritieken. Drie leden van de band verlieten vervolgens in 2003 en 2004 de band, waarna deze in een nieuwe line-up de demo Engraved Within opnam. Ook deze kreeg positieve recensies, waaronder in het Duitse Metal Hammer.
Het eerste album, Words Untold & Dreams Unlived, kwam vervolgens in 2007 uit op Napalm Records. De band toerde vervolgens met Morgana Lefay, Threshold en Kamelot.
Tussen december 2007 en april 2008 werkte de band vervolgens aan de opvolger van hun debuut. In augustus 2008 brachten ze opnieuw op Napalm Records Fallen Sanctuary uit.
In het najaar van 2010 komt het album Death & Legacy uit.
In maart 2013 kwam het album War of Ages uit en werd bekend dat Clémentine Delauney niet langer een gast-zangeres was, maar is opgenomen als full member in de band.

## Discografie
- Words Untold & Dreams Unlived (2007)
- Fallen Sanctuary (2008)
- Death & Legacy (2010)
- War of Ages (2013)
- Codex Atlanticus (2016)
- Lionheart (2017)
- The Last Knight (2020)
- MEMORIA - LIVE (2022)
- Nemesis AD (2023)

Ze brachten ook demo's uit (Engraved Within, Words Untold... demo) en live-albums (Memoria – 2022)